# Centre Square Water Works

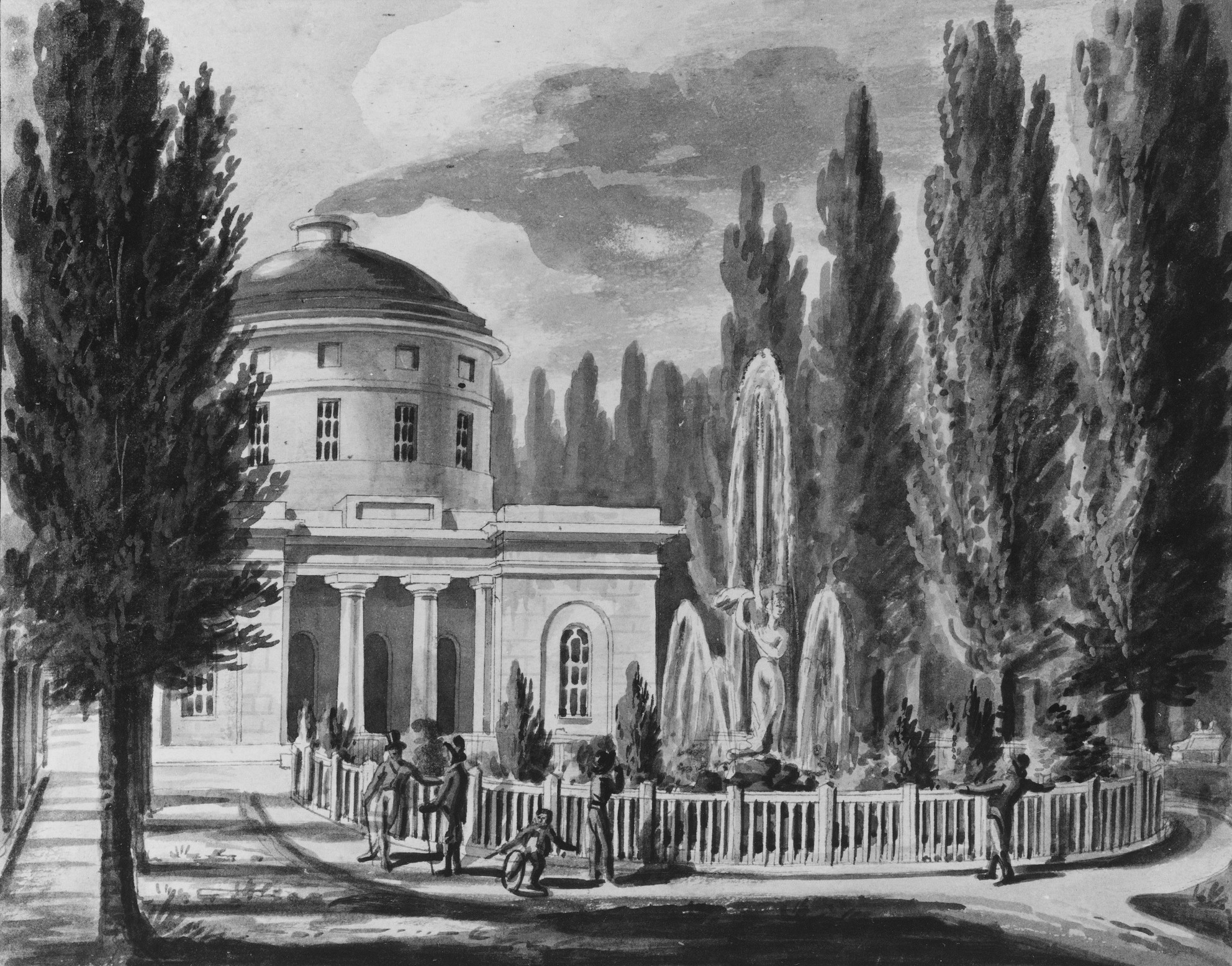
Das Wasserwerk am Centre Square ca. 1810

Die Centre Square Water Works waren das erste Wasserwerk in Philadelphia im Bundesstaat Pennsylvania in den Vereinigten Staaten. Es nutzte erstmals in den USA Dampfmaschinen zum Antrieb der Pumpen für die Wasserversorgung.

## Geschichte
Im späten 18. Jahrhundert war die Bevölkerung von Philadelphia stark gewachsen, jedoch hatte die damals größte Stadt der USA eine mangelhafte Wasserversorgung. Weil sauberes Wasser fehlte, kam es in den Jahren 1793 und 1798 zu Gelbfieber-Epidemien, denen bis zu einem Fünftel der Bevölkerung zum Opfer fiel. In der Stadt wurde auch Wasser benötigt, um die Straßen zu reinigen und Brände zu bekämpfen. Benjamin H. Latrobe, der im Zusammenhang mit dem Bau der Bank von Pennsylvania in die Stadt gezogen war, wurde beauftragt, eine Wasserversorgung für die Stadt zu entwerfen, die das Wasser des Schuylkill Rivers nutzt.
Der Bau des Wasserwerks begann 1799, die Anlage wurde am 27. Januar 1801 in Betrieb genommen. Die Bevölkerung war anfänglich skeptisch gegenüber der neuen kostenpflichtigen Wasserversorgung, doch bald genügte diese dem Zuspruch nicht mehr. Die Vorratsbehälter im Centre Square erwiesen sich zu klein. Nach etwas mehr als einem Jahrzehnt wurde die gesamte Anlage durch die Fairmount Water Works ersetzt. Die Pumpe aus dem Centre Square wurde im neuen Wasserwerk weiterverwendet, das Gebäude wurde bis zu seinem Abriss im Jahr 1829 weiterhin als Reservoir genutzt.

## Anlage
Die Wasserversorgung bestand aus einem Pumpenhaus⊙ am Schuylkill River auf der Höhe der Chestnut Street etwa anderthalb Kilometer unterhalb der erhaltenen Fairmount Water Works und einem weiteren Pumpenhaus am Centre Square, dem heutigen Standort der Philadelphia City Hall. Das Pumpenhaus am Fluss förderte das Wasser in ein Absetzbecken und von da weiter durch einen Stollen zum Centre Square. Dort war in einem neoklassizistischen Gebäude eine weitere Pumpe untergebracht, die das Wasser in hoch liegende Holzbehälter beförderte, von wo es durch die Schwerkraft in die Siedlungsgebiete verteilt wurde. Das Leitungsnetz bestand aus Holzröhren. Die Pumpen wurden durch Dampfmaschinen angetrieben, die von Nicholas Roosevelt aus Newark, New Jersey stammten.